# Historia registrada

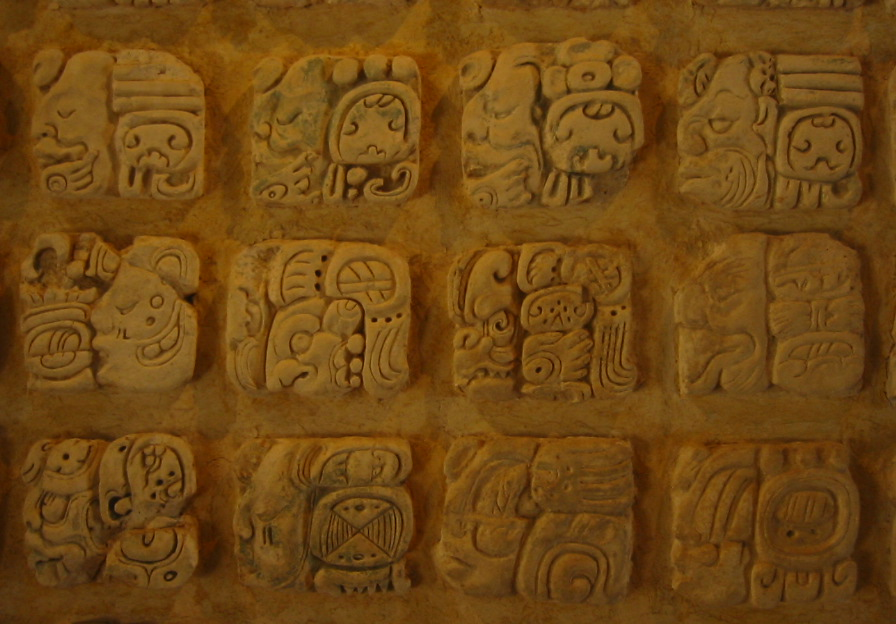
Glifos de Palenque, México; Escritura ideográfica maya que contiene un total de 96 glifos.

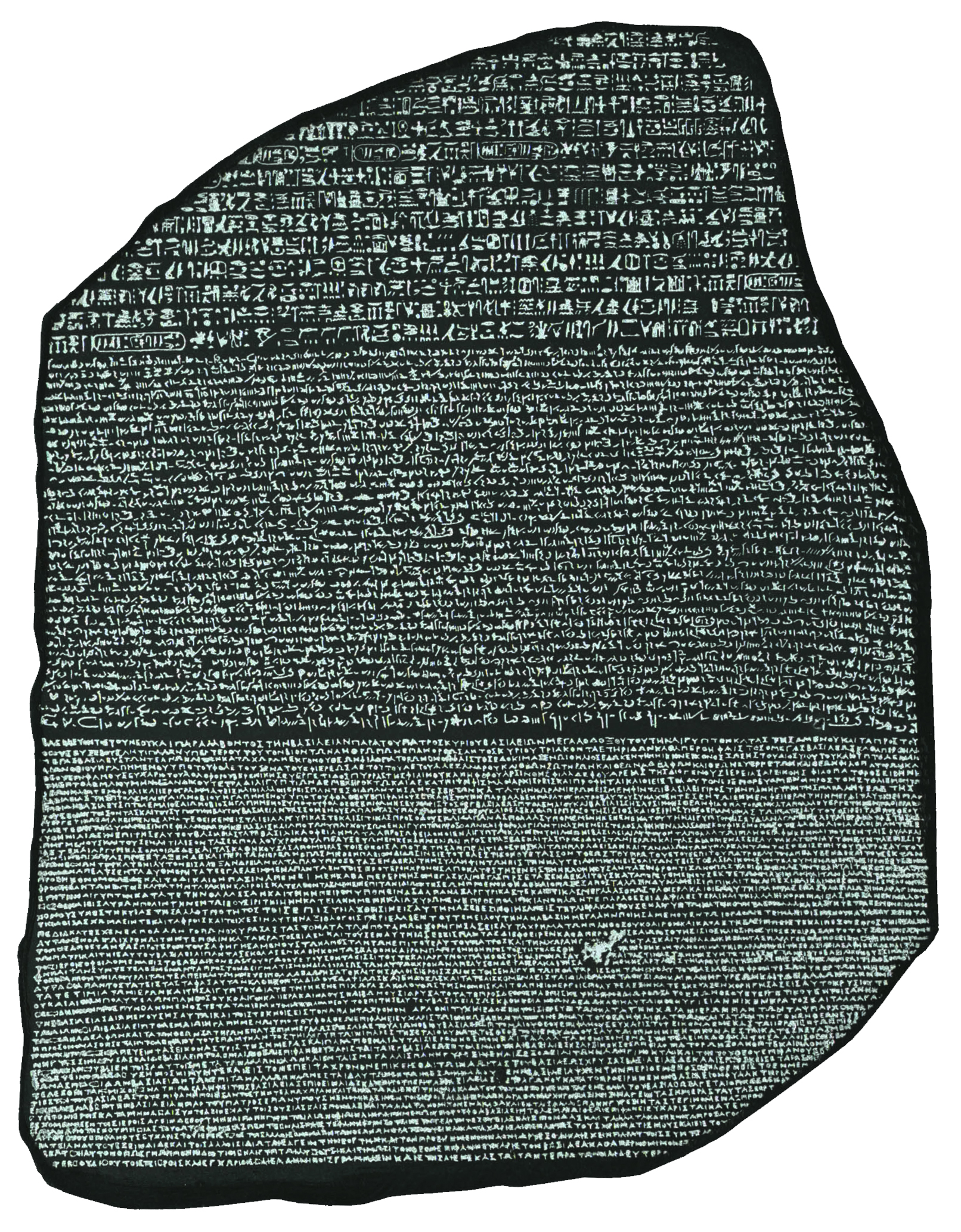
Piedra de Rosetta, estela egipcia del reinado de Ptolomeo V con inscripciones en tres sistemas de escritura distintos; el texto superior en jeroglíficos egipcios, el intermedio en demótico (forma simplificada del hierático) y en la parte inferior griego koiné.

La Historia Registrada o más propiamente dicha Historia Escrita, es una narrativa histórica basada en un registro escrito o comunicación documentada. Contrasta con otras narrativas del pasado, como las tradiciones mitológicas, orales o arqueológicas. Para la historia universal más amplia, los sucesos escritos comienzan con la necesidad de contabilidad de excedentes, tributos y gastos alrededor del tercer o cuarto milenio antes de Cristo, que así mismo, coincide con el surgimiento de los registros escritos de Mesopotamia y Egipto. Para algunas regiones geográficas o culturas, la historia escrita se limita a un período relativamente reciente en la historia humana debido al uso limitado de los registros escritos. Además, las culturas humanas no siempre registran toda la información relevante para historiadores posteriores, como el impacto total de los desastres naturales o los nombres de individuos; por lo tanto, el historial registrado para tipos particulares de información está limitado en función de los tipos de registros que se mantienen. Debido a esto, el historial registrado en diferentes contextos puede referirse a diferentes períodos de tiempo dependiendo del tema.
La interpretación de la historia registrada a menudo se basa en el método histórico o en el conjunto de técnicas y pautas en el cual, los historiadores utilizan fuentes primarias y otras evidencias para investigar y, luego escribir relatos del pasado. La cuestión de la naturaleza, e incluso la posibilidad, de un método efectivo para interpretar la historia registrada, se plantea pues, en la filosofía de la historia como una cuestión de epistemología. El estudio de los diferentes métodos históricos se conoce como historiografía, que se centra en examinar cómo los diferentes intérpretes de la historia registrada crean diferentes interpretaciones de la evidencia histórica.

## Prehistoria
Prehistoria se refiere tradicionalmente al lapso de tiempo antes de la historia registrada, que termina con la invención de los sistemas de escritura, ya que se sobrentiende que en este período histórico no se posee la existencia de registros escritos, o donde no se entiende la escritura de una cultura.
Protohistoria se refiere al período de transición entre la prehistoria y la historia como tal, después del advenimiento de la alfabetización en una sociedad, pero antes de los escritos de los primeros historiadores. La protohistoria, de igual manera, puede referirse al período durante el cual una cultura o civilización aún no ha desarrollado la escritura, pero otras culturas han notado su existencia en sus propios escritos.
Los sistemas de escritura más completos fueron precedidos por la proto-escritura. Los primeros ejemplos son los símbolos Jiahu (6600 a. C. ), los signos Vinča (5300 a. C.), la escritura Indo temprana (3500 a. C.) y la escritura Nsibidi (c. Antes del 500 CE). Existe un desacuerdo sobre cuándo exactamente la prehistoria se convierte en historia, y es que, determinar el punto de metamorfosis de la proto-escritura en "Historia" en el sentido clásico es, a lo menos complejo. Sin embargo, la invención de los primeros sistemas de escritura es coetáneo en parte con el comienzo de la Edad de Bronce, a finales del Neolítico tardío de finales del 4.º milenio a. C. La escritura cuneiforme sumeria y los jeroglíficos egipcios son aceptados como los primeros sistemas escritos completamente constituidos; ambos emergen de sus sistemas de símbolos ancestrales proto-alfabetizados de 3400 a 3200 a. C., con los primeros textos coherentes de alrededor de 2600 a. C.

## Cuentas históricas

Hueso de oráculo de la dinastía Shang, antigua China

Las cronologías más tempranas se remontan a las civilizaciones de Egipto, Mesopotamia y sumerios del período dinástico temprano que surgieron independientemente unas de otras de aproximadamente 3500 a. C. La historia registrada más antigua, que varía mucho en calidad y confiabilidad, trata sobre la unificación de Egipto durante la era proto-dinástica, detallada en la paleta de Namer. Gran parte de los escritos más antiguos, fueron redescubierta en un periodo relativamente reciente, debido a los hallazgos de los sitios de excavación arqueológica, se han desarrollado varias tradiciones diversas, en diferentes partes del mundo en cuanto a cómo interpretar estos relatos antiguos.

### Este de Asia
En China, la historia más antigua se registró en el guion del hueso del oráculo que se descifró y puede remontarse a finales del segundo milenio a. C. El conocido texto de Zuo Zhuan, atribuido a Zuo Qiuming en el siglo V a. C.,  es el primer escrito de historia narrativa en el mundo y, abarca el período de 722 a 468 a. C. El Clásico de la Historia es uno de los cinco primeros textos chinos clásicos, y así mismo, una de las primeras narraciones del país oriental. Los anales de primavera y otoño, la crónica oficial del estado de Lu que abarca el período de 722 a 481 a. C, es uno de los primeros textos históricos que se conservan en el mundo y se organiza según principios analistas. Tradicionalmente se atribuye a Confucio, la autoría de Zhan Guo Ce, famosa compilación histórica china antigua, de materiales esporádicos en el período de los Estados en Guerra compilados entre los siglos III y I a. C.
Sima Qian (alrededor del 100 a. C.) fue la primera en China en sentar las bases para la escritura histórica profesional. Su trabajo escrito fue el Shiji o Registros del gran historiador. Su alcance se remonta al siglo XVI a. C., ya que se incluye muchos tratados sobre temas específicos y biografías individuales de personas prominentes, y también explora las vidas y los hechos de los plebeyos, tanto contemporáneos como de épocas anteriores. Su trabajo influyó en todos los autores posteriores de la historia en China, incluida la prestigiosa familia Ban, en época de la dinastía Han del Este.

### Europa
Heródoto generalmente ha sido aclamado como el "padre de la historia que", pues ya en el siglo IV antes de nuestra era, compone el pináculo de la historiografía helena clásica, Las Historias,  escritas del 450 al 420 a. C. Tucídides contemporáneo suyo, se destacó por un buen método histórico desarrollado en su trabajo la Historia de la guerra del Peloponeso. El historiador de Halicarnaso en cambio, tomaba como base de partida su sistema historiográfico como el producto de las elecciones y acciones de seres humanos, mirados en causa y efecto, en contraparte de la visión del ateniense todavía muy ligada a las acciones e intervenciones de carácter divino, muy condensada aún en la épica arcaica.
Agustín de Hipona fue un destacado teólogo y filósofo cristiano, erudito de la patrística durante la antigüedad tardía y principios del medievo . A través del Medieval y periodos de Renacimiento, la historia era a menudo estudiada a través de una perspectiva sagrada o religiosa. Ya en los albores tardíos de la era moderna, el historiador y filósofo alemán Hegel, trajo unaaproximación más secular en el estudio histórico.

Inscripción sumeria en estilo arcaico monumental, 2600 a. C.

Según John Tosh, "Desde la Alta Edad Media en adelante, la palabra escrita sobrevive en mayor abundancia que cualquier otra fuente para la historia occidental", Los historiadores occidentales del medievo desarrollaron métodos comparables a la investigación historiográfica moderna en los siglos XVII y XVIII, especialmente en Francia y Alemania, donde comenzaron a investigar estos materiales de origen para escribir historias de su pasado, cabe recalcar que, muchas de estas historias tenían fuertes vínculos ideológicos y políticos en sus narraciones históricas, por lo que su veracidad hoy en día es puesta en tela de juicio (especialmente en textos antiguos transcritos o restaurados durante la Edad Media). En el siglo XX, los historiadores académicos comenzaron a enfocarse menos en narraciones nacionalistas épicas, que a menudo tendían a glorificar a la nación o a los grandes hombres, pues se enfocaron en análisis más objetivos y complejos de las fuerzas sociales e intelectuales. Una tendencia importante de la metodología histórica del siglo pasado, fue la tendencia a tratar la historia más como una ciencia social más que como un arte, como tradicionalmente había sido el caso. Los historiadores franceses asociados con la Escuela de los  Annales introdujeron la historia cuantitativa, utilizando datos sin procesar para rastrear las vidas de individuos típicos, y fueron prominentes en el establecimiento de la historia cultural.

### Sur de Asia

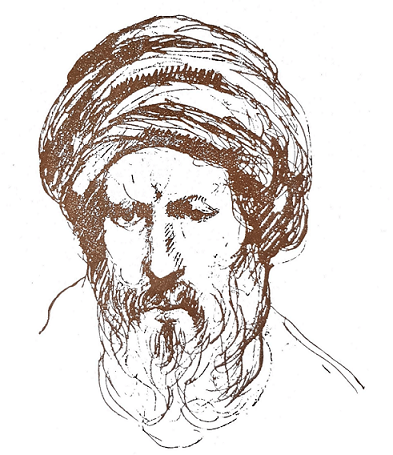
Abenjaldún fue uno de los mayores eruditos de la era dorada del Islam, pues sus múltiples contribuciones a convexos campos de la historiografía lo hacen el primer en estudiar esta, de manera enajenada a las supersticiones y, así mismo viéndola de manera científica y sistemática.

En Sri Lanka, el texto histórico más viejo es el Mahavamsa. Monjes budistas del Anuradhapura Maha Viharaya, mantuvieron crónicas de la historia esrilanquesa que empieza del tercer siglo a. C. Estos anales estuvieron combinados y compilados en un documento en el siglo V, por el Mahanama de Anuradhapura mientras, Dhatusena de Anuradhapura gobernaba el Reino de Anuradhapura. Este escrito, basado en las recopilaciones antigua y, previas que ya eran conocidas, como el Atthakatha, el cual eran comentarios escritos en Sinhala.[11] Un documento más temprano sabido como el Dipavamsa(siglo IV) "Crónicas de Isla" es mucho más sencillos y contiene menos información que el Mahavamsa y era probablemente compiló utilizar el Atthakatha en el Mahavamsa también.[cita requerida]
Un volumen análogo al anterior, el Culavamsa "Crónica Menor", compilado por monjes de Sinhala, cubre el periodo que va del siglo IV hasta la dominación británica de Sri Lanka en 1815. El Culavamsa estuvo compilado por un número de autores de tiempos y épocas bastante heterógeneas entre sí.
El recopilatorio de estos escritos, denominado comúnmente como el Mahavamsa, proporciona un registro histórico coetáneo y constante de alrededor de dos milenios, y está considerado como uno de los relatos más extensos y de preservación casi homogénea en todo el mundo. Es uno de los pocos documentos que contienen material relacionado con los Pueblos Nāga y Yakkha, habitantes indígenas de Ceilán antes de la llegada mítica del Príncipe Vijaya de Singha.

### Oriente Medio
En el prefacio de su libro, la Muqaddima (1377), Ibn Jaldún erudito e historiador árabe del medievo, planteó siete errores que los historiadores cometían con regularidad. En esta crítica, se refirió al pasado como un tanto estrambótico y que, muchas veces requería de cierta interpretación para no tomar todo suceso escrito de forma literal. El andalusí a menudo criticaba "la superstición y la aceptación acrítica de los datos históricos". Como resultado, introdujo un método científico para el estudio de la historia, donde el propio autor se refería a su método como su "nueva ciencia". Su método histórico también sentó las bases para la observación del papel del Estado, la comunicación, la propaganda y el sesgo sistemático en la historia, por lo que se le considera el "padre de la historiografía" o el "padre de la filosofía de la historia".

## Métodos de registro de la Historia

### Medios tangibles o audiovisuales
Mientras que la historia registrada comienza con la invención de la escritura, con el tiempo, nuevas formas de registrar los sucesos y acontecimientos han llegado junto con el avance de la tecnología. La historia, ahora se puede grabar a través de fotografías, grabaciones de audio y grabaciones de video. Ya en la era de la globalización digital, hay extensos archivos que copian documentos, noticias y sucesos de toda índole contenidos en la red, documentando casi todo el historial de Internet. Otros métodos de recolección de información histórica también han acompañado el cambio en las tecnologías; por ejemplo, desde al menos el siglo 20, se han hecho intentos para preservar la historia oral grabándola. Hasta la década de 1990, esto se hizo utilizando métodos de grabación analógicos, como casetes y cintas de electromagnéticas. Con el inicio de las nuevas tecnologías, ahora hay grabaciones digitales, que pueden grabarse en CD. Sin embargo, el registro histórico y la interpretación a menudo se basan en gran medida en registros escritos, en parte porque domina los materiales históricos existentes, y en parte porque los historiadores están acostumbrados a comunicarse e investigar en ese medio.

### Método histórico
El método histórico, comprende las técnicas y pautas mediante las cuales los historiadores utilizan fuentes primarias y otra evidencia para investigar y luego escribir un relato coherente y lógico. Las fuentes primarias son evidencia de primera mano de la historia (generalmente escrita, pero a veces capturada en otros medios), realizada en el momento de un evento por una persona presente. Los expertos piensan que esas fuentes son las más cercanas al origen de la información o idea en análisis. Estos tipos de fuentes pueden proporcionar a los investigadores, según lo expresan Dalton y Charnigo, "información directa y sin mediación sobre el objeto de estudio"
Los historiadores usan otros tipos de fuentes para entender la historia también. Las fuentes secundarias son relatos escritos de la historia basados en la evidencia de fuentes primarias. Estas son fuentes que, por lo general, son estudios, trabajos o investigaciones que analizan, asimilan, evalúan, interpretan y/o sintetizan fuentes primarias. De igual forma, las fuentes terciarias son recopilaciones basadas en fuentes primarias y secundarias pues, a menudo, cuentan una descripción más general basada en la investigación más específica encontrada en los dos primeros tipos de fuentes.

### Trabajos citados
- Dipavamsa. Asian Educational Services. 1879. ISBN 978-81-206-0217-5.
- The Pursuit of History (4th edición). Pearson Longamn. 2006. ISBN 9781405823517.

## Otras lecturas
- Russo, Stan (2005). The 50 Most Significant Individuals in Recorded History. Inklings Press. ISBN 0975912992.

- Datos: Q1145106